# Castillo de Peñafiel
El castillo de Peñafiel es un castillo ubicado en la localidad de Peñafiel (provincia de Valladolid, Castilla y León, España), que se alza sobre un cerro testigo estrecho y largo que le proporciona la característica de tener la forma de un buque. Fue declarado Monumento Nacional el 1 de junio de 1917. Es propiedad del Ayuntamiento de Peñafiel. Actualmente alberga el Museo Provincial del Vino.

## Historia

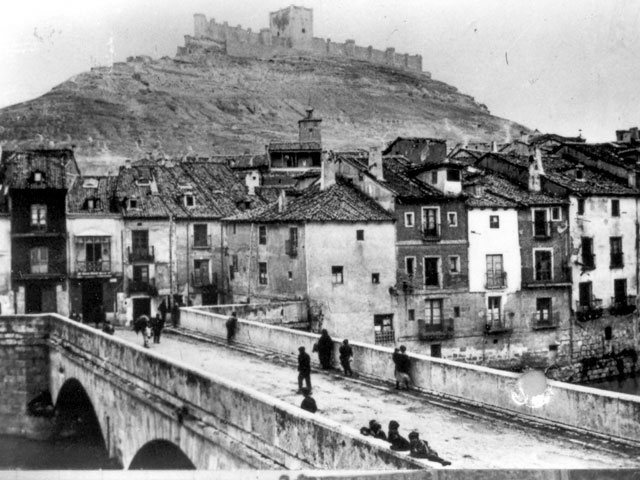
Vista del Puente del Mercado sobre el río Duratón y el castillo a principios del.

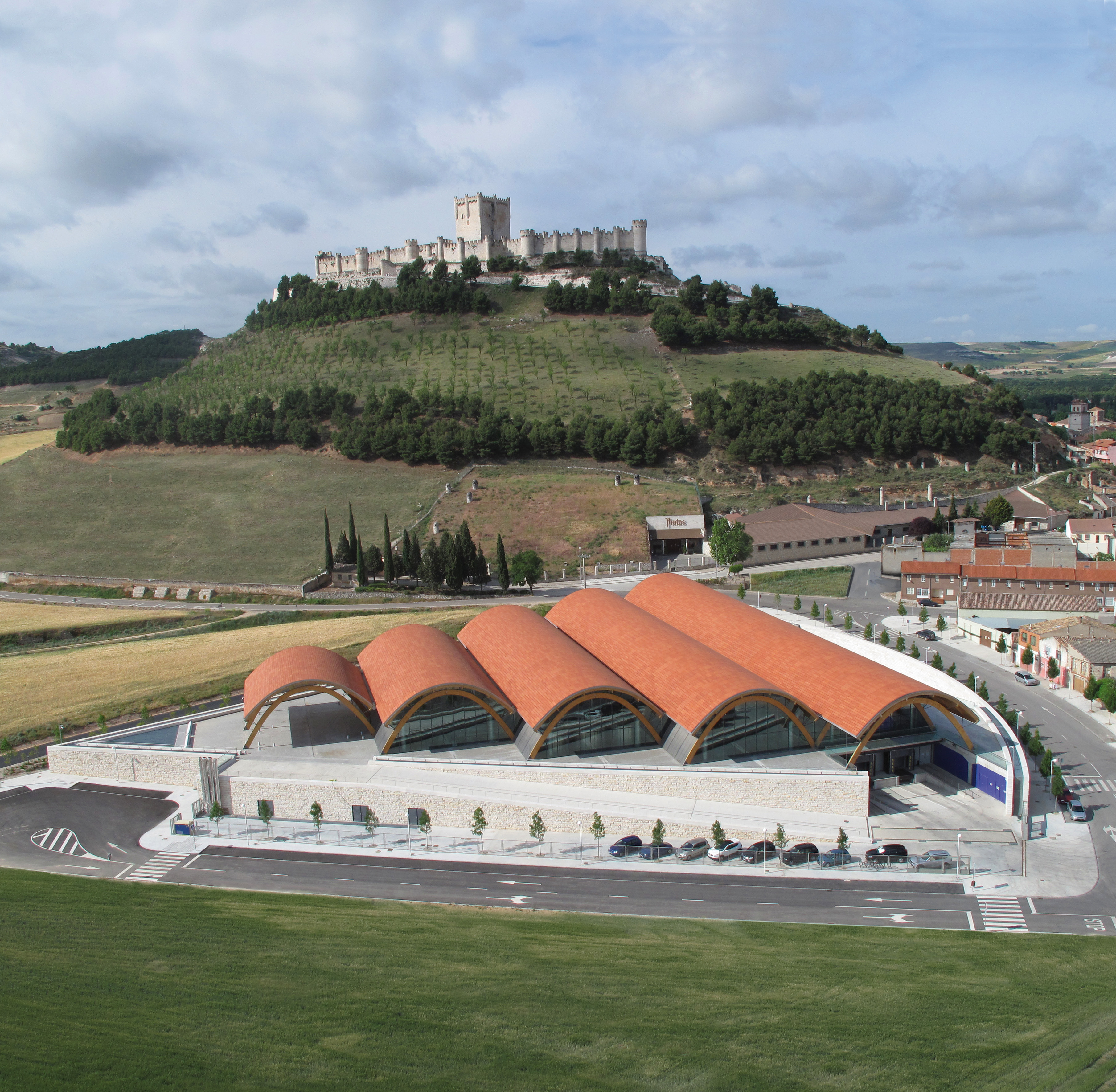
Vista panorámica de las Bodegas Protos, diseñadas por Richard Rogers, con el castillo de Peñafiel al fondo.

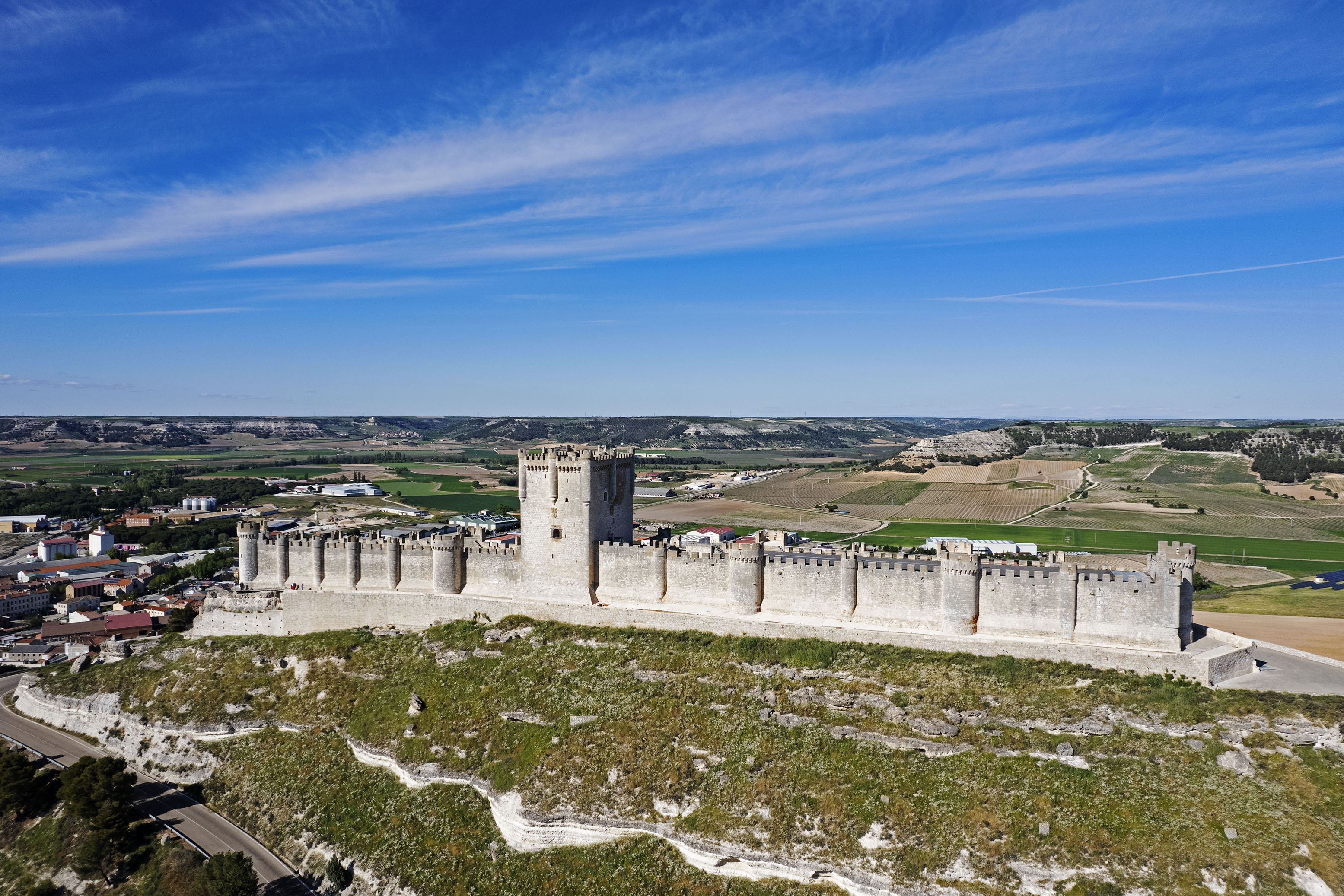
Vista lateral del castillo en el año 2024.

En este emplazamiento existía una fortaleza al menos desde el siglo X, quedando constancia documental de su existencia en 943, poco después de la batalla de Simancas de 939, cuando era rey de León Ramiro II. En 983 se apoderó de ella Almanzor, hasta que en 1013 fue reconquistada por el conde castellano Sancho García; a él parece que se debe el cambio del primitivo nombre de Peña Falcón por el de Peñafiel (en latín Penna Fidele), cuando el conde Sancho García lo toma a los árabes y pronuncia la célebre frase "desde hoy en adelante esta será la peña más fiel de Castilla".
Las desavenencias matrimoniales entre Urraca I de León y Alfonso I el Batallador dieron lugar a que este se viera sitiado en el castillo de Peñafiel en 1112 por las tropas de su esposa y, en otra ocasión, por las de su suegro Alfonso VI. Por entonces había sido alcaide de la fortaleza el burgalés Álvar Fáñez, primo hermano de Rodrigo Díaz de Vivar y personaje celebrado también en el Cantar de mio Cid.
Fernando III el Santo instituyó el señorío de Peñafiel para su hijo Alfonso X el Sabio, el cual lo transfirió a su sobrino, y nieto del rey santo, el infante Juan Manuel. Este fue quien se ocupó de la reedificación del castillo y del recinto amurallado en la primera mitad del siglo XIV. Algo después, siendo rey de Castilla Pedro I el Cruel, se suprimió el señorío y pasaron sus bienes a propiedad regia.
De Juan I pasó el castillo a manos de Fernando de Antequera, y de las de este a su hijo Juan II de Aragón. Siendo Juan todavía infante, residió en el castillo durante algún tiempo, de forma que en él nació (1421) su primer hijo, Carlos, príncipe de Viana. En él también protagonizó una revuelta contra Juan II de Castilla, quien lo tomó en 1451 y ordenó su demolición.
El actual castillo fue edificado en el siglo XV, ya que el propio Juan II concedió en 1456 a Pedro Téllez Girón, Maestre de la Orden de Calatrava, los derechos sobre los restos de la fortaleza y le  encomendó su reedificación. Se reconstruyó siguiendo el modelo de castillo llamado escuela de Valladolid. A la muerte de Pedro Girón, cuyos escudos campean en la torre del homenaje, se añaden un muro, un foso interior y se reforman los adarves y el torreón norte para el uso de la artillería.
En el siglo XVI sufrió alguna leve intervención, como la llevada a cabo en su portada, al igual que dos inventarios de armas que reflejan las que todavía permanecían en el castillo. El último inventario describe el estado ruinoso del edificio a mediados del siglo XVII.
Durante la guerra de la Independencia española (1808-1814) el castillo albergó tropas francesas, y durante la guerra civil española (1936-1939) fue usado como prisión del bando sublevado, tuvo baterías antiaéreas y también fue un puesto de comunicaciones y de control de los movimientos aéreos.
En 1957 el Ayuntamiento de Peñafiel se hizo con la titularidad del edificio, y se realizaron obras de restauración entre 1966 y 1973. Hubo un proyecto en la década de 1960 para convertir el castillo en una sede de la Sección Femenina de Falange que no llegó a cuajar.
En 1999 el Ayuntamiento cedió el bien a la Diputación de Valladolid durante 50 años y se inauguró el Museo Provincial del Vino, que recibió 86.553 visitantes en 2017.
Desde el año 2019 cuenta con un nuevo libro sobre su historia, escrito por los historiadores Jesús de la Villa Polo y Daniel Sanz Platero. En 2024 finalizaron las obras en el adarve perimetral así como la adecuación del patio norte.

## Descripción

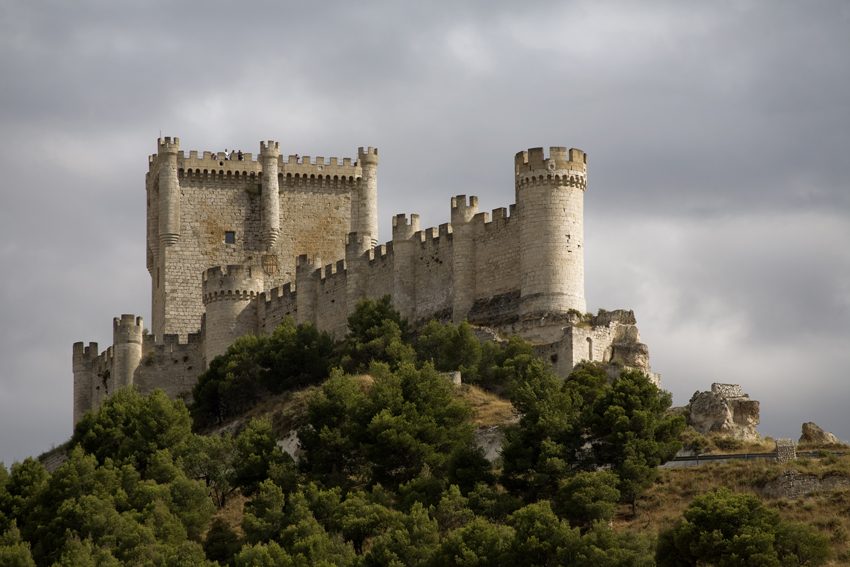
Vista frontal del Castillo de Peñafiel. Debido a su semejanza con la proa de los barcos, al castillo también se le conoce como "Buque de Castilla".

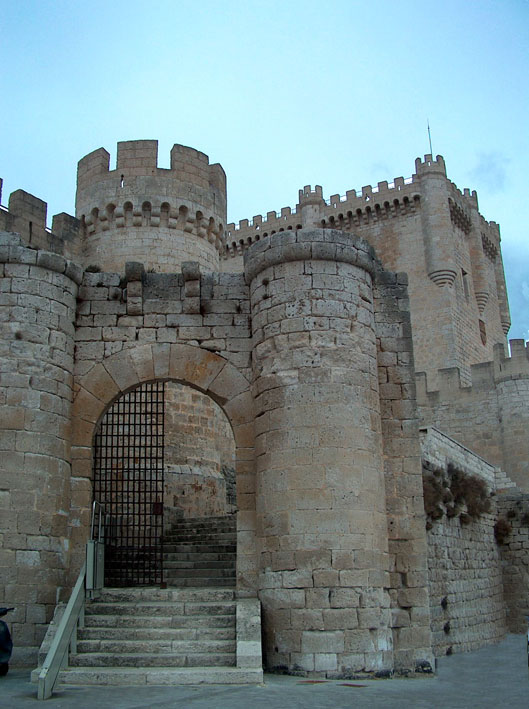
Entrada principal al castillo.

Su trazado en planta posee forma muy estrecha y alargada (unos 35 metros de anchura frente a casi 200 metros de longitud). El conjunto está defendido por una primera muralla exterior de lienzos lisos que puede datar del siglo XI y ser, por tanto, la parte más antigua de la construcción. En su lado oriental se abre una única puerta de acceso flanqueada por sendos torreones circulares y coronada por un matacán del que sólo quedan los modillones.
Una segunda formación de murallas delimita el recinto interior. Está constituida por 28 cubos almenados que se intercalan equidistantemente en el prolongado cerramiento definiendo una sucesión de cortinas también almenadas y transitables en su cumbre a través de un adarve.
En el centro aproximado de este espacio se levanta la torre del homenaje, prisma rectangular de unos 34 m de altura que alberga tres plantas abovedadas. El resto queda dividido por ella en dos zonas cuyos primitivos forjados han desaparecido; servirían de alojamiento para la tropa y acogerían los almacenes y áreas de servicio. Sus terrazas harían función de patios elevados. En una de esas alas, la sur, se encuentra ahora el Museo Provincial del Vino.

## Galería de imágenes

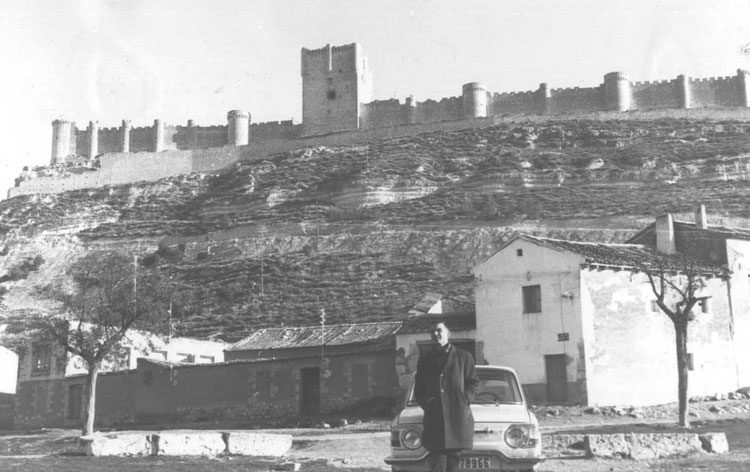
El castillo en la mitad del siglo XX.
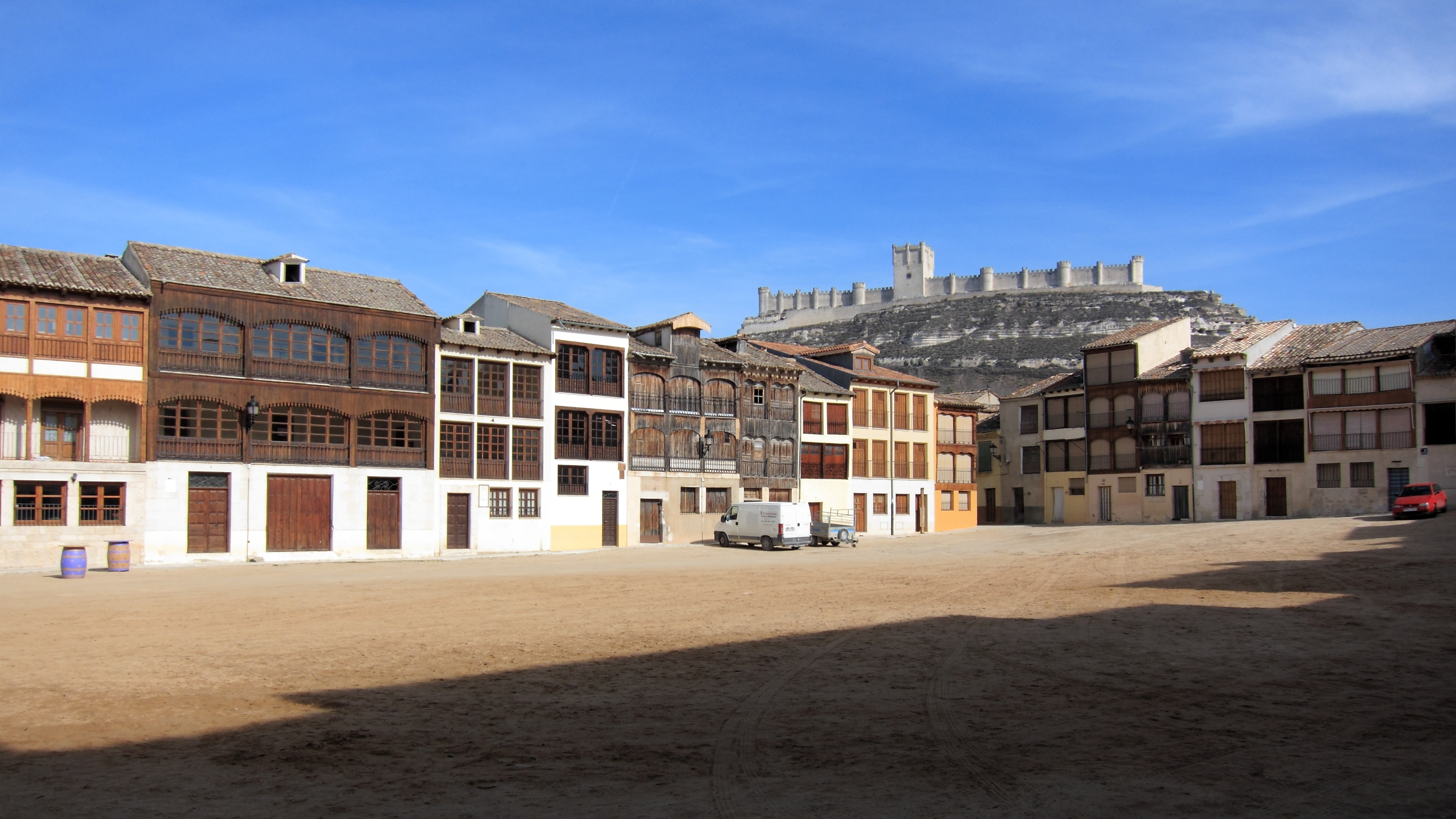
Vista del Castillo de Peñafiel (al fondo) desde la Plaza del Coso.
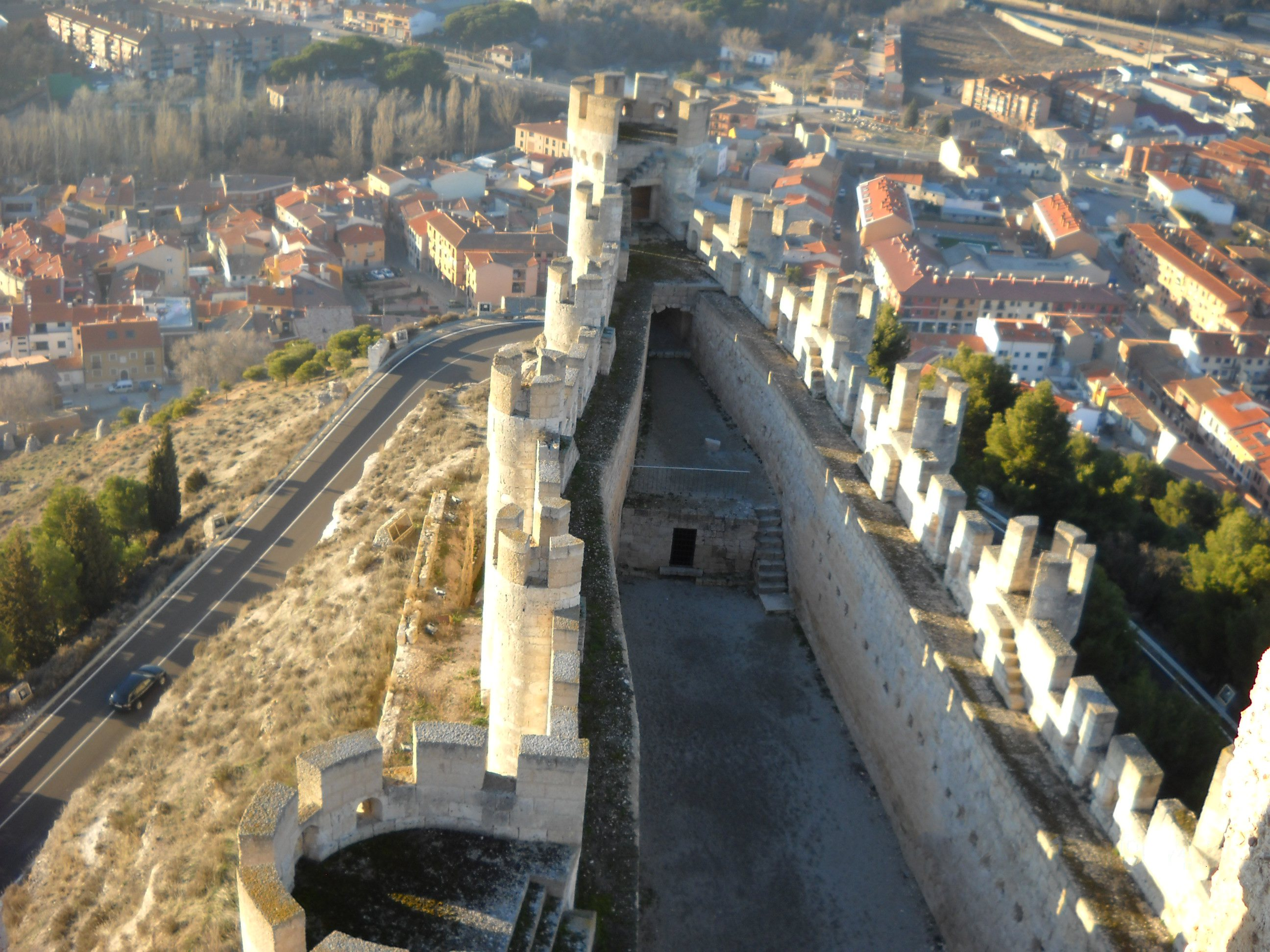
Vista lado izquierdo desde la torre central.
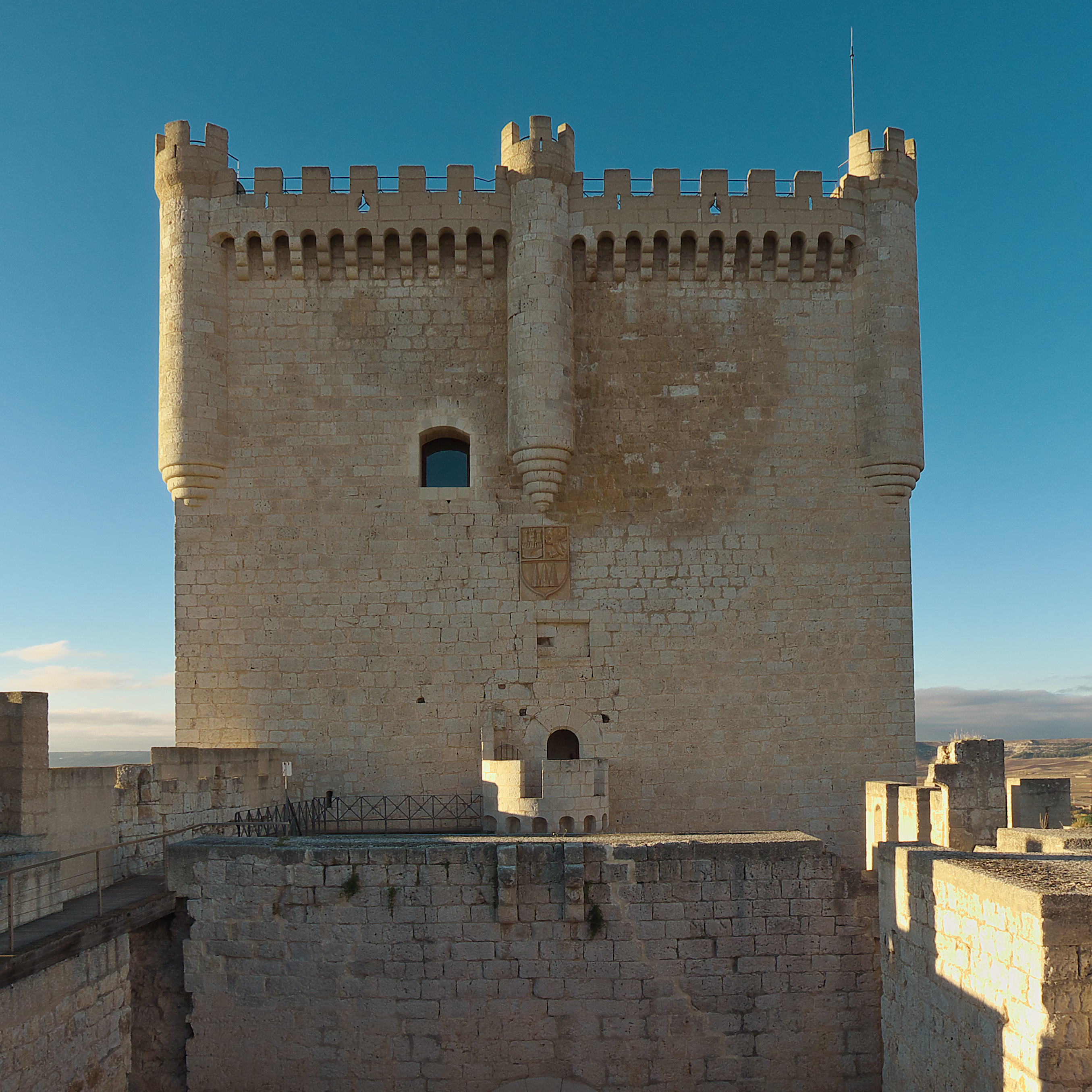
Torre del Homenaje.